# Kamferbal
Een kamferbal is een ouderwetse vorm van ongediertebestrijding. Balletjes van was die met het sterk ruikende maar niet bijzonder giftige kamfer waren geïmpregneerd moesten stoffen, kleding en gordijnen tegen de vraat van de motten beschermen. De insecten houden niet van de geur van kamfer. Tegenwoordig worden moderne chemicaliën gebruikt in mottenballen. 